# Hasle bei Burgdorf
Hasle bei Burgdorf là một đô thị thuộc huyện Emmental, bang Bern, Thụy Sĩ. Đô thị này có diện tích 21,89 km2, dân số thời điểm tháng 12 năm 2020 là 3302 người.